# Salzgitter
Salzgitter és una de les poques ciutats d'Alemanya fundades durant el segle xx. Ubicada al nord d'Alemanya dins de la Braunschweiger Land i al sud-oest de la Baixa Saxònia. Posseeix prop de 108.116 habitants sobre una superfície de 223,96 km² (cens del 30 de setembre del 2005).
Salzgitter es va originar com un conglomerat de diverses petites ciutats i pobles, i que avui es compon de 31 municipis, que són aglomeracions urbanes relativament compactes amb grans extensions de camp obert entre elles.
El principal carrer comercial de la ciutat es troba al barri de Lebenstedt, i el districte central de negocis es troba a la ciutat de Salzgitter-Bad. La ciutat està connectada a la Mittellandkanal i el Seitenkanal Elba per una via de distribució.
Les ciutats més properes són Braunschweig, a uns 23 km al nord-est, i Hannover, a 51 quilòmetres al nord-oest. La població de la ciutat de Salzgitter ha superat els 100.000 habitants des de la seva fundació el 1942 (que va fer d'ella una ciutat "Großstadt" en contrast amb una ciutat "Stadt" per la definició de l'alemany), quan encara es deia Watenstedt-Salzgitter. Al costat de Wolfsburg, Leverkusen i Eisenhüttenstadt, Salzgitter és.